# マイク・ミランダ
マイク・ミランダ（Michele "Mike" Miranda, 1896年7月6日 - 1973年7月16日）
は、ニューヨークのコーサ・ノストラの幹部で、ジェノヴェーゼ一家の相談役を務めた。本名はミケーレ・ミランダ。ニックネームはビッグ・マイク、ミスター・ビッグ。

## 来歴

### 若年期
ナポリ近郊サン・ジュゼッペ・ヴェズヴィアーノ生まれ。1905年（一説に1912年）、渡米。1910年代ブルックリンのコニー・アイランド周辺でスリや窃盗を常習した 。1915年スリで逮捕されて以降、何度か捕まった。1910年代ブルックリン一帯で勢力を拡大したカモッラ・ギャングのメンバーだった可能性が指摘されている。シチリア系マフィアのガエタノ・レイナやトミー・ガリアーノと付き合いがあり、禁酒法時代を通じて、後年ビッグネームになる多くのギャングスターと知り合った。1929年4月、国籍を取得した。

### ルチアーノ一家
1930年のカステランマレーゼ戦争の間、ヴィト・ジェノヴェーゼやラッキー・ルチアーノの請負殺し屋を務め、戦後はルチアーノ一家に所属した。一家の副ボスになったジェノヴェーゼの下で、ロウアー・イースト・サイドのカード賭博や高利貸しを運営した。1934年9月、賭博でジェノヴェーゼと揉めたフェルナンド・ボッチアが殺されたが（ボッチア仲間ウィリー・ギャロも襲われ負傷）、ボッチアやギャロの殺害計画を立て、殺し屋を斡旋したのがミランダとされる。1934年11月にボッチア殺害共犯として捕まった時はまだロウアー・イースト・サイドに住んでいたが、のち放免されてクイーンズのフォレストヒルズに移った。ジェノヴェーゼは1937年イタリアに逃亡するが、ミランダもイタリアに一時逃れた。
ジェノヴェーゼの逃亡に伴い一家の代理ボスとなったフランク・コステロの下で幹部になり、マンハッタンのイースト・サイド全体を管轄した。ミランダの率いたクルーに、ピーター・デフェオ、ジョゼフ・"ソックス"・ランザ、フランク・ティエリらがいた。
1944年6月、風化したかにみえたボッチア殺人事件が再燃した。ギャロを襲撃した殺し屋アーネスト・"ザ・ホーク"・ルポロが減刑と引き換えに、ジェノヴェーゼ、ミランダら6人のボッチア殺しを証言した。ルポロは、ミランダに命令されてギャロを銃撃したが、生き延びたギャロに犯人と名指しされ、第一級暴行罪で9年服役した後、別件の殺人で逮捕されていた。ルポロは組織が服役中の家族の面倒を見るという約束を反故にしたため密告者に転じた。1944年8月、ミランダは指名手配され、ジェノヴェーゼと共に起訴された。その間、警察はボッチア殺しの証人を2人確保したが、裁判までにこれら2人が不審死を遂げ、証言者がルポロ1人になった。ルポロはギャロの暗殺を請け負ったが、ボッチア殺しには直接関わっておらず、ジェノヴェーゼは無罪となり、ミランダも1947年2月、証拠不在で無罪となった。
1946年12月、全米ギャングが集結したハバナ会議に参加した。旧友トーマス・ルッケーゼとのコネを生かしてガーメント地区（衣料問屋街）のテリトリー（元ルイス・バカルターの縄張り）に新たに拠点を築き、組合の支配を進めた。1940年代から1950年代にかけて、ロウアー・イースト・サイドを中心に違法賭博、高利貸し、組合等で数百万ドルを稼ぎ出した。フロリダやカナダにも拠点を作った。ジェノベーゼ帰国後、その麻薬オペレーションを請け負い、連邦麻薬捜査局FBNの麻薬犯罪者リストに名前が載った。

### 一家の相談役
1957年、ジェノヴェーゼがフランク・コステロを引退に追いやってボスになると、一家の相談役に抜擢された。コステロの暗殺未遂やアルバート・アナスタシア暗殺に関与した最重要参考人として警察の取調べを受け、マスコミの注目の的となった。1957年11月、アパラチン会議に参加したが、警察の手入れにあい、他のマフィアメンバーと共に拘留された。
1960年2月、ジェノヴェーゼが麻薬の罪で監獄入りすると、副ボスのジェラルド・カテナやボス代行のトーマス・エボリらと共に獄中のジェノベーゼの代役を務めた。1965年トーマス・エボリらと共に行った会合は警察に捕捉され、逮捕されたが1週間で釈放された。1966年9月22日、クイーンズのイタリアンレストランLa Stellaで行われたコミッションにエボリと共に参加したが、ミランダを尾行していた刑事の通報で警察に摘発され、カルロ・ガンビーノ、アニエロ・デラクローチェ、ジョゼフ・コロンボ、カルロス・マルセロ、サント・トラフィカンテなどと共に拘留された（新聞等で「リトル・アパラチン」と言われた）。
ミスター・ビッグと呼ばれ、1960年代から1970年代にかけて、ガンビーノやステファノ・マガディーノと並んで、コーサ・ノストラの重鎮として振る舞った。1969年にジェノヴェーゼが死去した時、後継ボス候補の1人と見られたが、すでに齢七十を超えていた。1972年、病気を患い引退し、翌年フロリダで死去した。
戦後、クイーンズのフォレストヒルズの高級住宅街に7万5千ドルの豪邸を構え、ロング・ビーチに別荘を持っていた。フォレストヒルズの隣人にコステロの賭博仲間フランク・エリクソンがいた。生涯7回逮捕されたが、刑務所暮らしは2回だけ、1915年のコニーアイランドのスリで30日、1957年のアパラチン証言拒否で2年だった。表向きの職業は中古車セールスマンだった。

## エピソード
- 1957年10月のアナスタシア暗殺当時、フロリダのマフィアのトラフィカンテ（ジュニア）がニューヨークに滞在していた。一説にアナスタシアとキューバの件で話し合いを行った数時間後にアナスタシアは殺されたといい、その話し合いでトラフィカンテに付き添っていたのがミランダとされる[16]。トラフィカンテは暗殺当日朝マンハッタンのホテルをチェックアウトして行方が分からなくなり、数週間後に姿を現した[17]。
- 1946年ジェノヴェーゼが組織に復帰した時、多くの幹部がコステロ派という図式の中で、ジェノヴェーゼに味方した数少ない幹部の1人だった[8]。